# Salcajá
Salcajá est une ville du Guatemala.